# Rollin Kirby
Rollin Kirby (Galva, Illinois; 4 de septiembre de 1875-Nueva York; 8 de mayo de 1952) fue un caricaturista político estadounidense. En 1922 fue cronológicamente el primer ganador del Premio Pulitzer por Caricatura Editorial, un honor que recibiría en tres ocasiones (1922,1925,1929).
Trabajó como dibujante en el New York Mail, New York World y el New York Post. Sus premios Pulitzer fueron para los dibujos animados En el camino a Moscú (1921), Noticias del mundo exterior (1924) y Tammany Hall (1928).

## Biografía
Aunque estudio pintura en Nueva York y París, se cambió a la ilustración de revistas y luego a la caricatura. Trabajó en varios periódicos, durante sucesivos períodos de su vida profesional, como el New York World (1913-1931), New York World-Telegram (1931-1939) y New York Post (1939-1942), en este último fue donde decidió trabajar por su cuenta.
Se hizo muy popular por uno de sus personajes: Mr. Dry, el símbolo de la Prohibición y por sus series de viñetas que trataba desde un punto de vista humorista y satírico, temas de la actualidad del día a día, como Wall Street, la maquinaria política de la ciudad de Nueva York, el imperialismo, el fascismo, etc.; precisamente las tituladas On the road to Moscow (1921), News from the Outside World (1941) y Tammany (1928) que le valieron para ser galardonado con el Premio Pulitzer en los años 1922, 1925 y 1929. Además de su trabajo de dibujos animados, escribió versos, obras de teatro cortas, artículos, editoriales y reseñas de libros para periódicos y revistas de aquella época.